# Lucas Ontivero
Lucas Elías Ontivero (* 9. September 1994 in San Fernando del Valle de Catamarca; Provinz Catamarca) ist ein argentinischer Fußballspieler.

## Karriere

### Jugendkarriere
Lucas Ontivero begann seine Laufbahn 2004 beim argentinischen Verein San Lorenzo de Almagro. 2006 wechselte Ontivero im Alter von zwölf Jahren in die Jugendmannschaft von Real Madrid. Anschließend spielte der Außenstürmer in Jugendmannschaften von Mérida FC, Tottenham Hotspur und CFC Genua. 2011 kehrte Ontivero zurück nach Argentinien und spielte in der Jugend von CA Independiente.

## Profilaufbahn
2012 unterschrieb Lucas Ontivero beim uruguayischen Erstligisten Centro Atlético Fénix. Von seinem ersten Einsatz am 13. April 2013 gegen Central Español bis zu seinem letzten Spiel am 10. November 2013 gegen den Danubio FC kam er zu zehn Ligaeinsätzen und erzielte ein Tor. Im Dezember 2013 wurde Ontivero vom türkischen Verein Galatasaray Istanbul zu einem Probetraining eingeladen. Bei Galatasaray konnte er überzeugen und wechselte im Januar 2014 nach Istanbul. Nachdem er die Verantwortlichen überzeugen konnte, wechselte er im Januar 2014, für eine Ablösesumme von 2 Millionen Euro zum Traditionsklub und unterschrieb einen Vertrag bis Sommer 2018.
Am letzten Tag der Sommertransferperiode 2014 wurde er an den Ligarivalen Gaziantepspor ausgeliehen. Für Gaziantepspor spielte Ontivero eine Ligapartie. Gaziantepspor kündigte seine Leihgabe im Januar 2015 und Ontivero wurde am 3. Februar 2015 an Honvéd Budapest ausgeliehen. Auch in Budapest konnte sich Ontivero nicht durchsetzen und kam nur auf ein Ligaspiel.
Im September 2015 wurde Ontivero an den slowenischen Erstligisten NK Olimpija Ljubljana ausgeliehen. Hier konnte er sich durchsetzen, kam in elf Ligaspielen zum Einsatz und erzielte vier Tore. Zum Jahresende 2015 kehrte er zu Galatasaray zurück und wurde im Januar 2016 auf Leihbasis zum kanadischen MLS-Franchise Montreal Impact transferiert. Sein erstes Ligaspiel für Montreal Impact absolvierte Ontivero am 6. März 2016 beim 3:2-Sieg gegen die Vancouver Whitecaps. Insgesamt bestritt er 21 Spiele (zwei Tore) in der MLS und zwei Partien (kein Tor) in der Kanadischen Meisterschaft für den Klub.
Am 6. Januar 2017 wurde der Vertrag von Ontivero mit Galatasaray Istanbul aufgelöst. Sodann schloss er sich im Januar 2017 dem CF Universidad de Chile an. Bei den Chilenen lief er bislang (Stand: 26. Februar 2017) in vier Erstligaspielen (kein Tor) auf.

## Erfolge
Mit Galatasaray Istanbul
- Türkischer Pokalsieger: 2014